# Logoti
Pour les articles homonymes, voir Logo (homonymie).
Le logo ou logoti est une langue nilo-saharienne parlée dans la Province orientale en République démocratique du Congo.